# Cristian Olivera
Cristian Gonzalo Olivera Ibarra (Montevidéu, 17 de abril de 2002), conhecido como Cristian Olivera ou "Kike" Olivera, é um futebolista uruguaio que atua como ponta-direita. Atualmente joga pelo Grêmio e pela seleção uruguaia.

## Carreira

### Início
Nascido em Montevidéu, Uruguai, Olivera iniciou sua trajetória no futebol aos três anos de idade no Club Arapey Mendoza. Posteriormente, passou por clubes como Potencia, Flores Palma, Danubio (AUFI), Cerrito, Danubio e Defensor Sporting, até ingressar nas categorias de base do Rentistas em 2018.

### Rentistas
Em setembro de 2018, aos 16 anos, Olivera assinou seu primeiro contrato profissional com o Rentistas. Estreou na equipe principal em 5 de maio de 2019, entrando no segundo tempo no lugar de Renato César, na vitória por 1–0 sobre o Central Español, pela Segunda Divisão uruguaia.
Seu primeiro gol como profissional ocorreu em 20 de julho de 2019, na vitória por 2–1 contra o Villa Teresa. Na temporada, participou de 25 partidas e marcou três gols, contribuindo para o acesso do clube à Primeira Divisão uruguaia. Sua estreia na elite ocorreu em 16 de fevereiro de 2020, como titular na vitória por 2–0 sobre o Nacional.

### Almería
Em 15 de setembro de 2020, Olivera transferiu-se para o UD Almería, da Segunda Divisão espanhola, assinando contrato de cinco anos por uma quantia estimada em €2 milhões. Sem conseguir se firmar na equipe principal, foi relegado ao time B em janeiro de 2021.
Em 3 de maio de 2021, retornou ao Uruguai por empréstimo de um ano ao Peñarol. Posteriormente, em 2022, foi emprestado ao Boston River, onde teve destaque ao marcar 10 gols na temporada.

### Los Angeles FC
Em 4 de agosto de 2023, Olivera foi contratado pelo Los Angeles FC, da Major League Soccer (MLS). Durante sua passagem pelo clube, participou de 40 partidas e marcou 9 gols, além de conquistar a U.S. Open Cup em 2024.

### Grêmio
Em fevereiro de 2025, Olivera foi anunciado como novo reforço do Grêmio, assinando contrato até o final de 2027, com opção de extensão por mais um ano mediante metas atingidas. O clube adquiriu 75% dos direitos econômicos do jogador por US$ 4,5 milhões (aproximadamente R$ 25 milhões na época).

### Seleção Uruguaia
Em janeiro de 2024, Olivera foi convocado para defender a seleção uruguaia sub-23 no Torneio Pré-Olímpico Sul-Americano de 2024.
Meses depois, foi incluído na lista final da seleção principal do Uruguai para a disputa da Copa América de 2024, realizada nos Estados Unidos. Olivera participou da campanha que culminou com a conquista do terceiro lugar no torneio.

## Títulos
Peñarol
- Campeonato Uruguaio: 2021[14]
- Supercopa Uruguaia: 2022[15]

Los Angeles FC
- U.S. Open Cup: 2024[16]

Grêmio
- Recopa Gaúcha: 2025[16]

Uruguai
- Copa América: 3º lugar – 2024[17]